# Béatrice de Portugal (1430-1506)
Pour les articles homonymes, voir Béatrice de Portugal.
 (septembre 2019).
Si vous disposez d'ouvrages ou d'articles de référence ou si vous connaissez des sites web de qualité traitant du thème abordé ici, merci de compléter l'article en donnant les références utiles à sa vérifiabilité et en les liant à la section « Notes et références ».
Béatrice de Portugal, née en 1430 et morte en 1506, est une duchesse portugaise.

## Biographie
Elle est la fille de Jean de Portugal, fils cadet du roi Jean Ier, et d'Isabelle de Bragance.
Béatrice de Portugal épouse en 1452 son cousin Ferdinand de Portugal (1433-1470), duc de Viseu. De cette union naissent :
- Jean de Portugal (1456-1483), 2e duc de Beja et 3e duc de Viseu,

- Éléonore de Viseu (1458-1525), épouse en 1470 son cousin Jean II (1455-1495),
- Isabelle de Viseu (1459-1521), en 1472 elle épouse Ferdinand, duc de Bragance (1430-1483) (postérité),
- Jacques de Portugal (1460-1484), 3e duc de Beja et 4e duc de Viseu,
- Édouard de Portugal (1462),
- Denis de Portugal (1464),
- Catherine de Portugal (1465),
- Simon de Portugal (1467),
- Alphonse de Portugal (1468),
- Manuel Ier (1469-1521), roi de Portugal.